# Charles Robert André Bonnard
Pour les articles homonymes, voir Bonnard.
Charles Robert André Bonnard, né le 7 mars 1754 à Avallon (France), mort le 9 juin 1800 à Saumur (France), est un officier français, en service pendant la Révolution française.

## Biographie
Il entre en service en 1771, comme soldat au Régiment de La Sarre, et en 1793, il devient sous-lieutenant au 10e régiment de dragons.
Charles Bonnard est un des officiers à l'avancement le plus étonnant sous la Révolution. Lieutenant et aide de camp du général Carteaux, il est nommé adjudant général chef de bataillon le 15 mars 1794 par le représentant Albitte et envoyé à Bourg-en-Bresse.
Nommé là-bas chef de brigade puis général de brigade le 11 octobre 1794 par le représentant Boisset, il est envoyé commander Maçon puis à l'armée du Rhin.
Sommé alors de fournir des lettres de services, il s'adresse à la convention qui le réintégre au grade de lieutenant, puis, devant ses protestations, le met à la retraite le 5 août 1795.
Charles Bonnard se suicide pendant une crise d'alcoolisme le 9 juin 1800.